# John Martyn (muzikant)

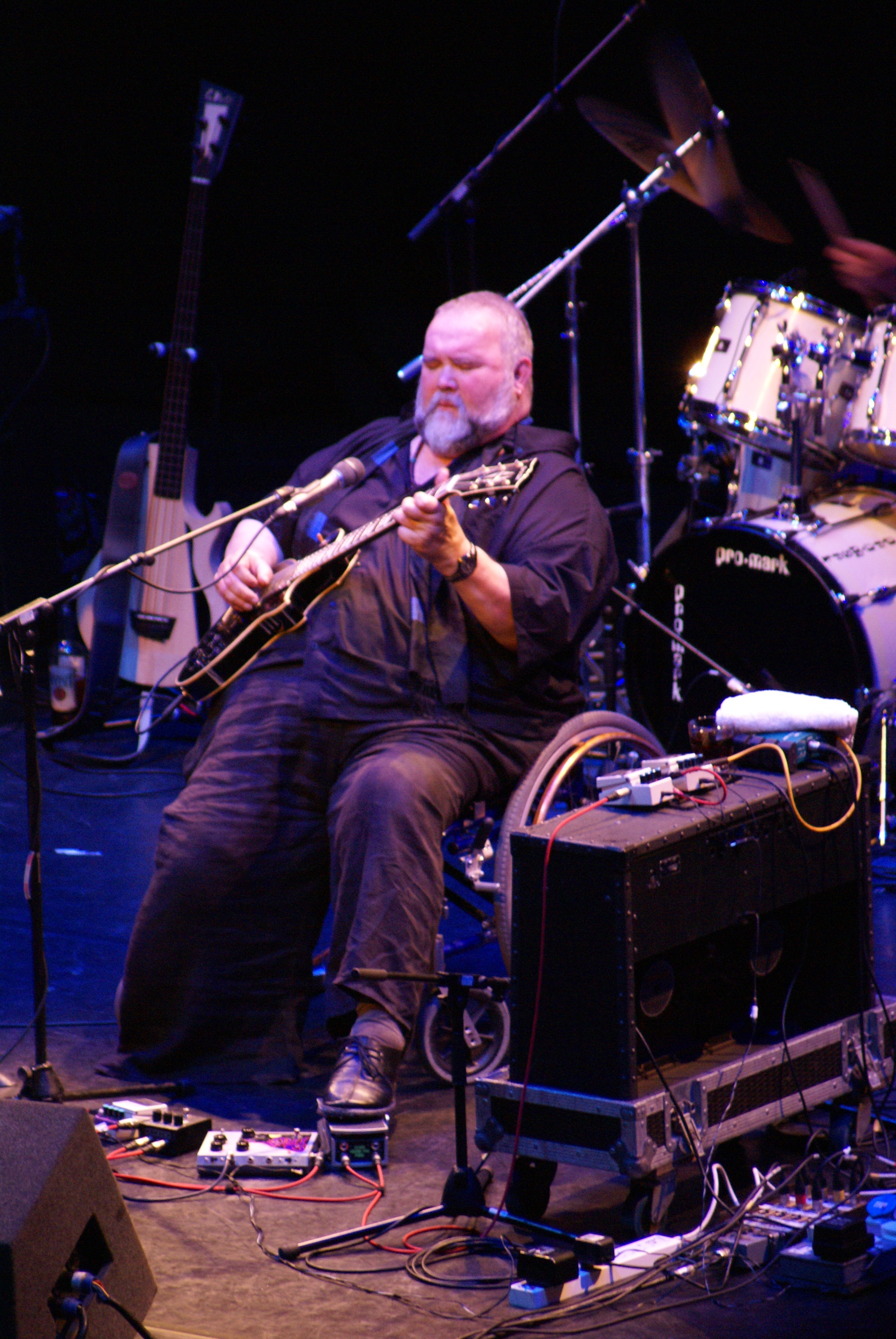
John Martyn in Londen, 2008

John Martyn, pseudoniem van Iain David McGeachy (New Malden (Londen), 11 september 1948 - Ierland, 29 januari 2009) was een Britse singer-songwriter en gitarist in het genre van de folk.
Hij werd opgevoed door zijn grootmoeder omdat zijn ouders als operazangers vrijwel altijd op tournee waren. Op zijn 17e ging hij zelf spelen en zingen in de straten van Londen. Zijn doorbraak kwam in 1967 met de LP London Conversation op Island Records.
Als songwriter werkte hij onder meer samen met Eric Clapton, Phil Collins, David Gilmour en Ringo Starr en beïnvloedde artiesten als U2, Portishead en Eric Clapton. In 2003 moest zijn rechterbeen worden geamputeerd vanwege een gebarsten cyste. De laatste jaren trad Martyn op in een rolstoel.
Martyn overleed op 29 januari 2009 op 60-jarige leeftijd.

## Discografie

#### Studio-albums
- 1967: London Conversation
- 1968: The Tumbler
- 1970: Stormbringer! (met Beverley Martyn)
- 1970: The Road to Ruin (met Beverley Martyn)
- 1971: Bless the Weather
- 1973: Solid Air
- 1973: Inside Out
- 1975: Sunday's Child
- 1977: One World
- 1980: Grace and Danger
- 1981: Glorious Fool
- 1982: Well Kept Secret
- 1984: Sapphire
- 1986: Piece by Piece
- 1990: The Apprentice
- 1991: Cooltide
- 1996: And
- 1998: The Church with One Bell (covers)
- 2000: Glasgow Walker
- 2004: On the Cobbles

#### Andere albums
- 1975: Live at Leeds
- 1977: So Far So Good
- 1983: Philentropy
- 1987: Foundations
- 1992: Couldn't Love You More
- 1993: No Little Boy
- 1994: Sweet Little Mysteries: The Island Anthology
- 1994: Live
- 2004: Late Night John
- 2007: The Battle of Medway: 17 July 1973 (live)
- 2007: Anthology
- 2008: The Simmer Dim
- 2008: The July Wakes
- 2008: Ain't No Saint